# Furia española (pel·lícula)
Furia española és una pel·lícula espanyola dirigida el 1975 per Francesc Betriu, qui també és coautor del guió, i protagonitzada per Cassen i Mònica Randall. Es tracta d'una comèdia costumista ambientada en el futbol.

## Sinopsi
Sebastián, un gran aficionat al futbol, entra a formar part d'una penya del Futbol Club Barcelona. Allí hi coneix Juliana, filla del seu amic Amadeu, qui no pararà fins que Sebastián la demani en matrimoni. I celebren el casori el mateix día en què el Barça i el Reial Madrid juguen el clàssic.

## Repartiment
- Cassen - Sebastián
- Mònica Randall - Juliana
- Carlos Ibarzábal - Amadeo
- Ovidi Montllor - Ricardo

## Premis
Medalles del Cercle d'Escriptors Cinematogràfics
| Any  | Categoria        | Pel·lícula           | Resultat   |
| ---- | ---------------- | -------------------- | ---------- |
| 1975 | Millors decorats | Elisa Ruiz Fernández | Guanyadora |